# Saint-Geneys-près-Saint-Paulien
Saint-Geneys-près-Saint-Paulien – miejscowość i gmina we Francji, w regionie Owernia-Rodan-Alpy, w departamencie Górna Loara. Nazwa miejscowości pochodzi od imienia św. Genezjusza.
Według danych na rok 1990 gminę zamieszkiwało 227 osób, a gęstość zaludnienia wynosiła 14 osób/km² (wśród 1310 gmin Owernii Saint-Geneys-près-Saint-Paulien plasuje się na 623. miejscu pod względem liczby ludności, natomiast pod względem powierzchni na miejscu 589.).